# عد تنازلي (فلم 2016)
عد تنازلي (بالإنجليزية: Countdown) هو فيلم حركة تم إنتاجه في الولايات المتحدة وصدر سنة 2016، من بطولة دولف زيجلر، كين وكاثرين إيزابيل.

## القصة
تدور أحداث الفيلم عندما يختطف رجل مجنون طفلًا ويقيد المتفجرات حوله يخالف (راي) الذي تطارده ذكرى خسارة إبنه أوامر رئيسهِ ويتولى الأمور بنفسه. الآن عليه أن يستغل الوقت ليوقف هذا المريض وينقذ طفلا بريئًا.

## وصلات خارجية
- مقالات تستعمل روابط فنية بلا صلة مع ويكي بيانات
- عد تنازلي على IMDb